# Ящурка Штрауха
Я́щурка Штра́уха (Eremias strauchi) — представник роду Ящурок родини Справжні ящірки. Описано 2 підвиди.

## Опис
Довжина тулуба до 8 см, хвіст довше в 1,5 рази. Колір шкіри бурувато-сірий або жовтувато-оливковий. Малюнок дуже мінливий. Найчастіше на спині є чорні поздовжні суцільні або поділені на плями смуги, облямовані світлими пунктирними лініями або рисками. Середина спини вздовж хребта однокольорова, іноді слабко проступають поздовжні смужки. Описаний вище тип малюнка найхарактерніший для самок. У самців ж чорні поздовжні смуги звичайно не поділені на плями, а «оченята» з боків тіла не блакитні, а яскраві, жовтувато-зелені. Черево має жовтувате (у самців) і біле (у самок) забарвлення. На верхній стороні стегон є білі кола. Хвіст знизу кремовий або жовтуватий. Хвіст самих молодих особин блакитно-сизий.
Підочний щиток торкається краю рота. Довжина лобно-носового щитка менше його ширини. Надочноямкові не відокремлені від лобового і лобно-тім'яного щитків. Навколо середини тулуба 45—69 лусок. Навколо 9—10 хвостового кільця 20—35 лусок. Луска зверху хвоста слабкоребриста, рідше — абсолютно гладенька. Рядки з 13—23 стегнових пір досягають колінного згину.

## Поширення
Мешкає у Вірменії та Азербайджані, Південно-Західному Туркменістані, Східній Туреччині, а також на північному заході й північному сході Ірану).

## Спосіб життя
Полюбляє кам'янисті, глинясті і піщані напівпустелі, ялівцеве рідколісся, сухі чагарники. У Туркменістані населяє переважно гірські біотопи від передгір'я до зони арчи і нагірних степів включно, де відома до висоти 2000 м над рівнем моря. Місцями проникає на околиці бавовняних посівів, у виноградники і сади. Ховається в норах гризунів, лисиць, черепах та інших риючих тварин. Також риє невеликі власні нори завдовжки до 10–12 см, зазвичай розташовані під чагарниками або у підніжжя великих каменів. На зимівлю йде звичайно не раніше середини жовтня. Навесні пробуджується при сприятливій погоді вже у першій декаді березня. Харчується комахами, павуками, багатоніжками, дрібними ящірками.
Це яйцекладні ящірки. Статева зрілість настає після першої зимівлі при довжині тіла 45–47 мм. Парування починається у першу декаду квітня. В умовах Вірменії перша кладка відбувається у середині травня, друга починається наприкінці червня і розтягується до середини серпня. У кладці в залежності від розмірів самки 2–6 яєць розміром 13,5–16 × 8–9 мм. Молоді ящірки довжиною 28–30 мм починають з'являтися з середини червня.

## Систематика
Станом на 2024 рік описано 2 підвиди:
- Eremias strauchi kopetdaghica;
- Eremias strauchi strauchi.